# Sedlíkovice (Dolní Bukovsko)
Sedlíkovice jsou vesnice, část městyse Dolní Bukovsko v okrese České Budějovice v Jihočeském kraji. Nachází se asi 2,8 kilometru východně od Dolního Bukovska. Vesnicí protéká Bukovský potok. Je zde evidováno 21 adres. V roce 2011 zde trvale žilo padesát obyvatel.

## Historie
První písemná zmínka o vesnici pochází z roku 1367.

## Obyvatelstvo
| Rok            | 1869 | 1880 | 1890 | 1900 | 1910 | 1921 | 1930 | 1950 | 1961 | 1970 | 1980 | 1991 | 2001 | 2011 | 2021 |
| -------------- | ---- | ---- | ---- | ---- | ---- | ---- | ---- | ---- | ---- | ---- | ---- | ---- | ---- | ---- | ---- |
| Počet obyvatel | 135  | 127  | 126  | 105  | 106  | 111  | 107  | 73   | 90   | 80   | 65   | 63   | 56   | 50   | 47   |
| Počet domů     | 19   | 19   | 20   | 20   | 20   | 20   | 19   | 18   | 20   | 17   | 20   | 22   | 22   | 23   | 22   |

## Obecní správa
Při sčítání lidu v letech 1850–1874 Sedlíkovice byly osadou obce Pelejovice v okrese Třeboň.
V letech 1874–1962 byly samostatnou obcí, se kterým patřily nejprve do okresu Třeboň, ale v roce 1950 v okrese Soběslav a od roku 1960 v okrese České Budějovice. Od 1. ledna 1963 jsou částí městyse Dolní Bukovsko v okrese České Budějovice.

## Pamětihodnosti
- Boží muka
- Usedlosti čp. 7, 8, 16 a 17

## Galerie

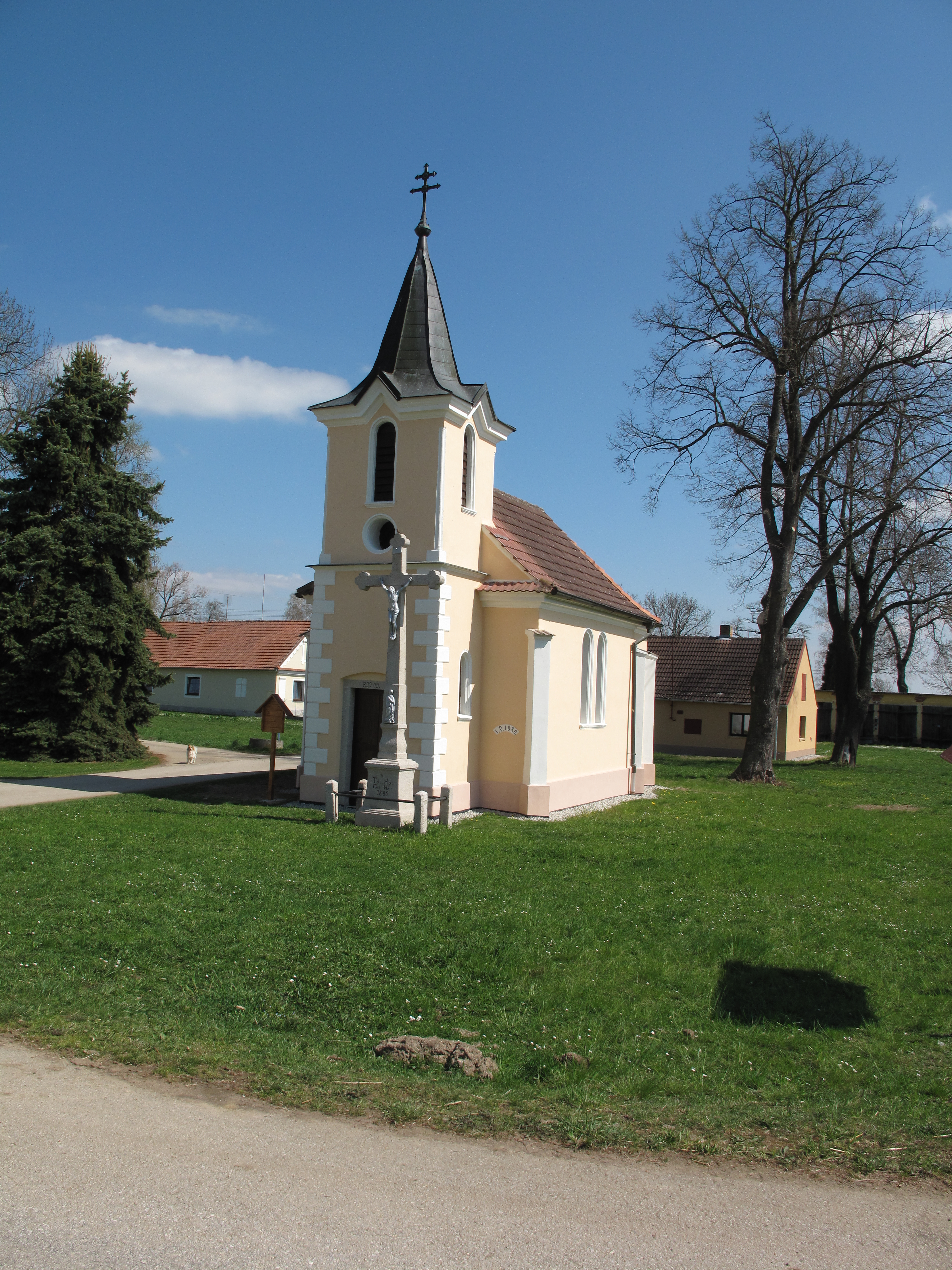
Kaplička v Sedlíkovicích
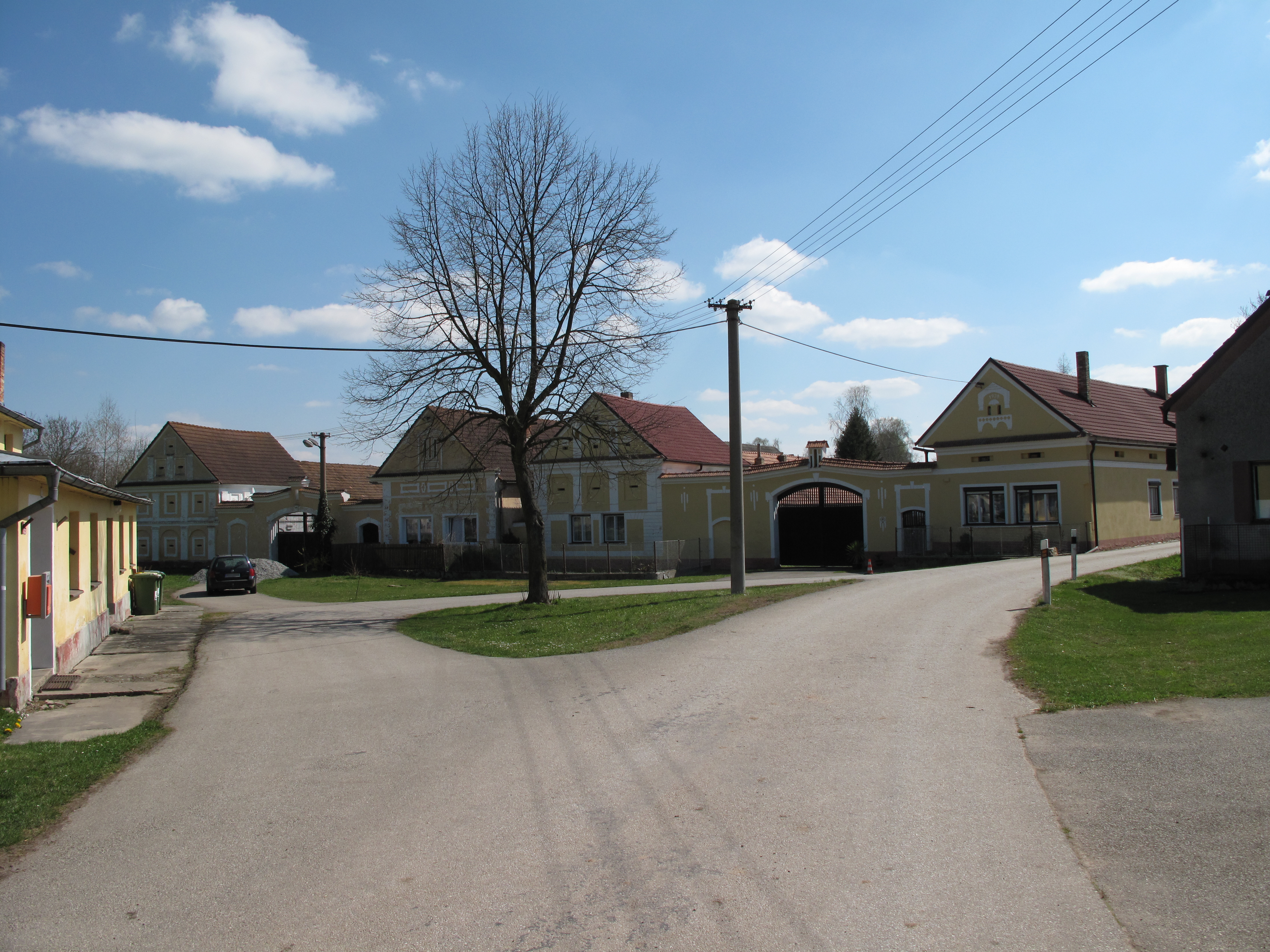
Náves
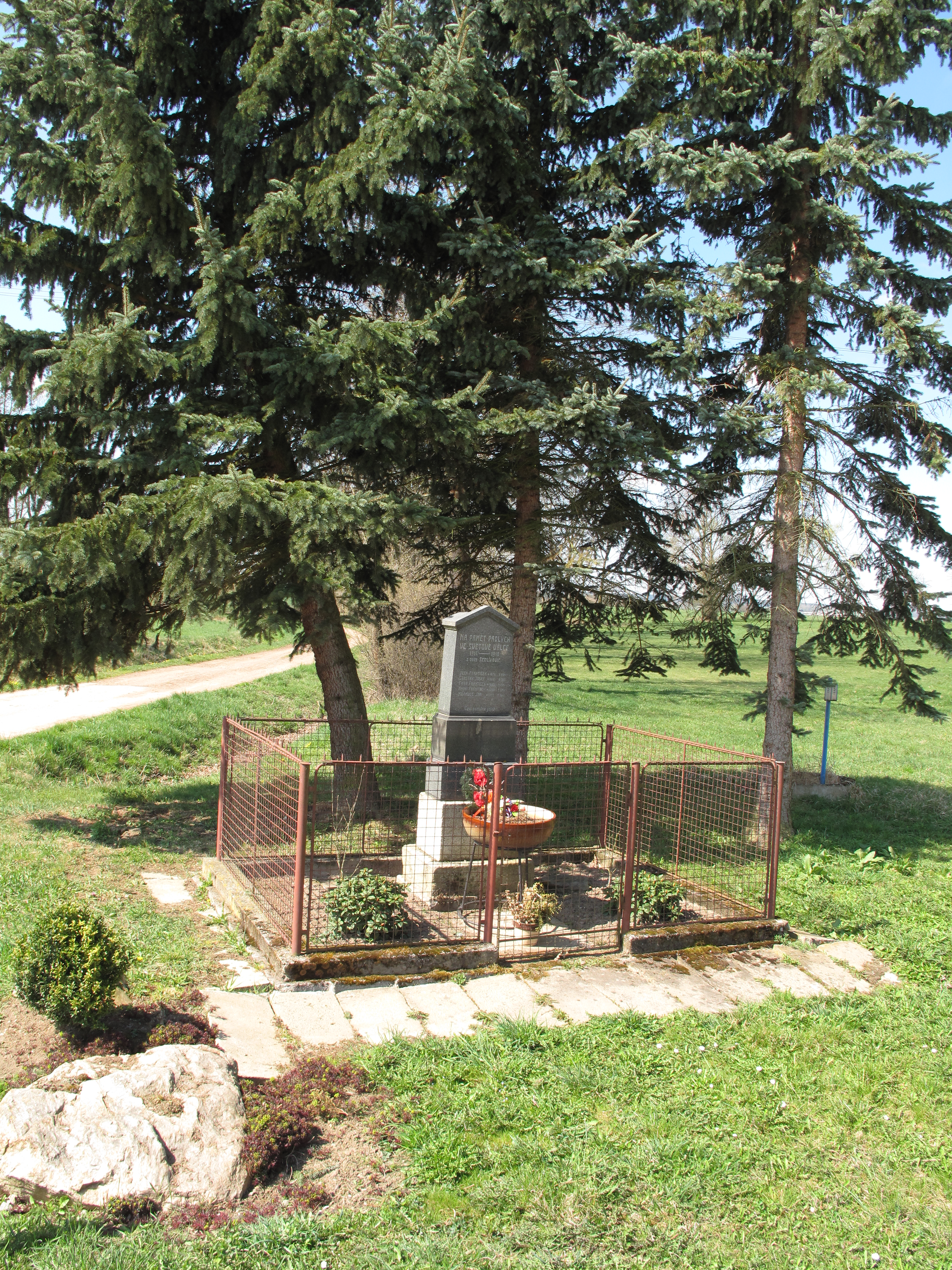
Pomník padlým